# Kanton Châteauneuf-la-Forêt
Der Kanton Châteauneuf-la-Forêt war bis 2015 ein französischer Wahlkreis im Arrondissement Limoges, im Département Haute-Vienne und in der Region Limousin; sein Hauptort war Châteauneuf-la-Forêt. Vertreter im Generalrat des Départements war zuletzt von 2008 bis 2015 Thierry Lafarge (ADS).
Der die Wahlberechtigten aus zehn Gemeinden umfassende Kanton war 230,97 km² groß und hatte 5691 Einwohner (Stand: 2012).

## Gemeinden
| Gemeinde                 | Einwohner Jahr | Fläche km² | Bevölkerungsdichte | Code INSEE | Postleitzahl |
| ------------------------ | -------------- | ---------- | ------------------ | ---------- | ------------ |
| Châteauneuf-la-Forêt     | 1629 (2013)    | 29,25      | 56 Einw./km²       | 87040      | 87130        |
| La Croisille-sur-Briance | 706 (2013)     | 43,61      | 16 Einw./km²       | 87051      | 87130        |
| Linards                  | 1085 (2013)    | 36,3       | 30 Einw./km²       | 87086      | 87130        |
| Masléon                  | 297 (2013)     | 8,72       | 34 Einw./km²       | 87093      | 87130        |
| Neuvic-Entier            | 911 (2013)     | 39,34      | 23 Einw./km²       | 87105      | 87130        |
| Roziers-Saint-Georges    | 183 (2013)     | 11,66      | 16 Einw./km²       | 87130      | 87130        |
| Saint-Gilles-les-Forêts  | 46 (2013)      | 8,28       | 6 Einw./km²        | 87147      | 87130        |
| Saint-Méard              | 387 (2013)     | 24,51      | 16 Einw./km²       | 87170      | 87130        |
| Surdoux                  | 41 (2013)      | 3,88       | 11 Einw./km²       | 87193      | 87130        |
| Sussac                   | 342 (2013)     | 25,42      | 13 Einw./km²       | 87194      | 87130        |